# Hootie & the Blowfish (album)
Hootie & the Blowfish è il quarto ed eponimo album in studio del gruppo musicale statunitense Hootie & the Blowfish, pubblicato nel 2003.

## Tracce
1. Deeper Side – 3:38
2. Little Brother – 3:09
3. Innocence – 3:24
4. Space – 2:15
5. I'll Come Runnin' – 3:48
6. Tears Fall Down – 3:05
7. The Rain Song – 3:52
8. Show Me Your Heart – 4:03
9. When She's Gone – 4:06
10. Little Darlin' – 3:18
11. Woody – 3:15
12. Go and Tell Him (Soup Song) + Alright – 9:41